# Генцовце
Генцовце (словац. Hencovce) — село и одноимённая община в округе Вранов-над-Топлёу Прешовского края Словакии.

## История
Впервые упоминается в 1372 году.
В селе есть римо-католический костел, построенный в 1958-1969 годах и протестантский костел, построенный в 2006 году.

## Население
| Год:                | 1994 | 2004 | 2014    | 2024    |
| ------------------- | ---- | ---- | ------- | ------- |
| Количество человек: | 0    | 1259 | 1341    | 1340    |
| Разница:            |      | –    | +6,51 % | −0,07 % |

Национальный состав населения (по данным последней переписи населения 2001 года):
- словаки — 98,11 %
- цыгане — 1,48 %
- чехи — 0,16 %
- русины — 0,16 %
- венгры — 0,08 %

Состав населения по принадлежности к религии состоянию на 2001 год:
- римо-католики — 84,07 %,
- протестанты — 11,90 %,
- греко-католики — 2,96 %,
- не считают себя верующими или не принадлежат к одной конфессии — 0,98 %.